# Errina cochleata
Errina cochleata är en nässeldjursart som beskrevs av Pourtalès 1867. Errina cochleata ingår i släktet Errina och familjen Stylasteridae. Inga underarter finns listade i Catalogue of Life.